# Соломенная крыша

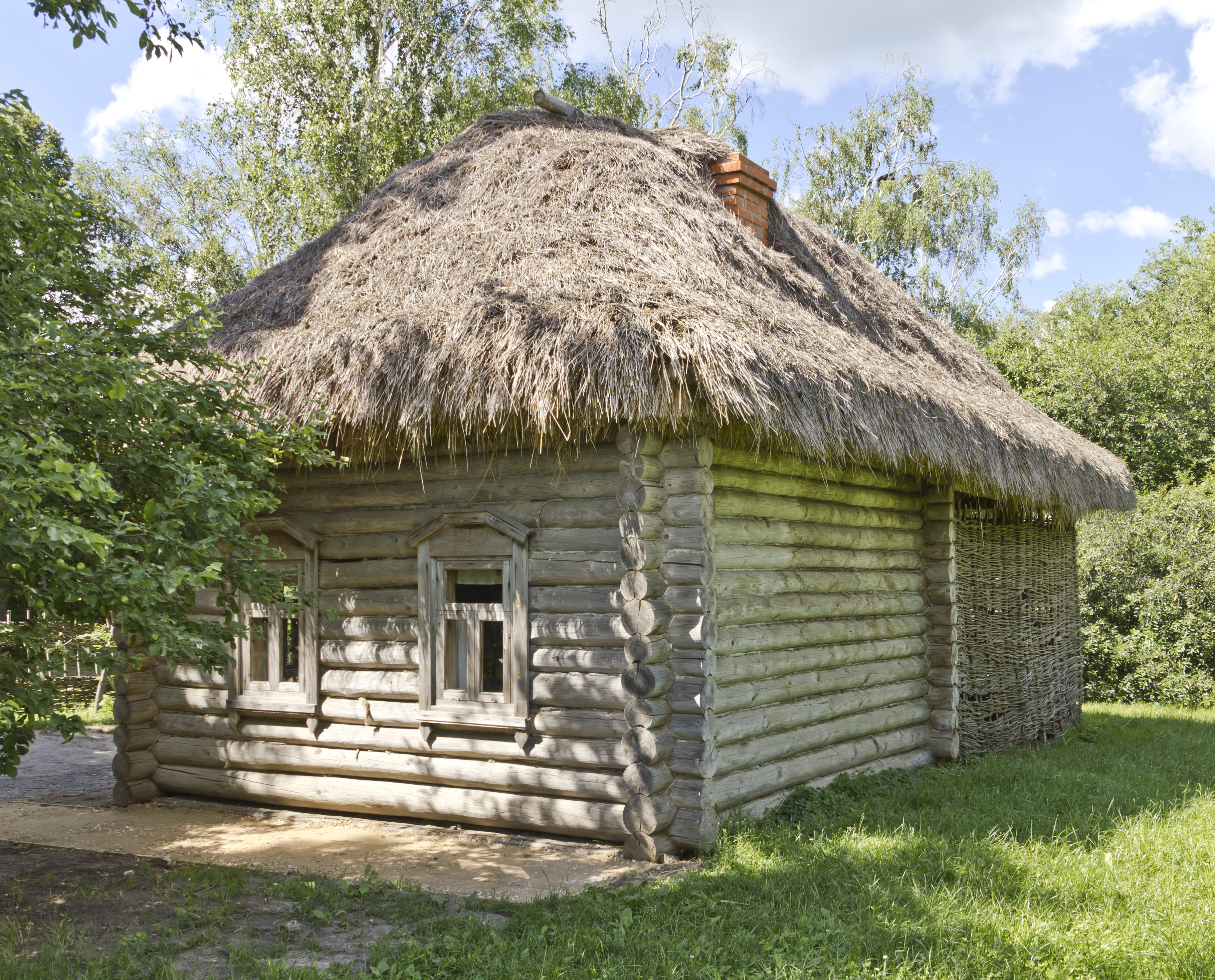
Дом-музей Есенина с соломенной крышей в селе Константиново

Соломенная крыша — общее название крыш зданий, покрытие которых изготавливается из соломы, тростника, камыша, осоки, пальмовых листьев или других подобных материалов растительного происхождения.

## Распространение
Такой тип кровель до сих пор массово встречается в жарких странах Азии, Африки, Южной Америки и Океании. В Европе подобные крыши небольших частных жилых домов имели относительное распространение до начала XX века.
Несмотря на множество недостатков, в том числе пожароопасность и недолговечность, соломенные крыши пользуются на современном Западе большой популярностью в определённых кругах как считающиеся экологически чистыми, но строятся по большей части не из соломы по причине её плохой изностойкости, а из импортного тростника. В конце 2000-х годов в немецкой прессе появилось несколько статей о загадочных грибах, которые якобы разрушают покрытия подобных крыш, однако учёными подобные измышления были опровергнуты.

## Варианты
Глиносоломенная крыша — один из видов соломенных крыш. Первая глиносоломенная крыша была изготовлена в 1883 году на сельскохозяйственной ферме Красноуфимского реального училища и отличалась от других общеизвестных способов покрытия (например соломенными снопиками смоченными глиной) тем, что при её изготовлении, глинистый раствор проникает внутрь соломинок, чем обеспечивается полная несгораемость массы, между тем, как от снопиков глина скоро осыпается и тогда солома может легко загореться. Низкая пожароопасность и дешевизна производства способствовали довольно быстрому распространению глиносоломенных крыш в Российской империи.

## Принцип работы
Работа соломенной крыши основывается на эффекте смачивания (капиллярном эффекте), при котором капли и струйки дождевой воды отклоняются поверхностью соломинок (и щелями между ними) и отводятся по скату в сторону. При достаточной толщине соломенного мата крыша справляется с сильным ливнем. Угол ската крыши должен быть достаточно большим, обустройство плоской соломенной кровли невозможно.

## Способы покрытия
На Русском Севере солома накладывалась на накатах из брёвен, на скатах крыша могла закрепляться жердями (на концы которых придерживались колышками или петлями-хомутами из веток). Примерами могут послужить хозяйственные постройки XIX века в Ленинградской области.
У западных славян существовало два способа покрытия крыш соломой: расстиланием и укладыванием снопов. Их связывали у комлей (в таком случае крыша получалась гладкой) или у колосьев (тогда обрезанные комли образовывали ступенчатую поверхность). В случае четырёхскатных крыш ступенчатыми были углы, в то время как остальная поверхность крыши была гладкой, что придавало крыше своеобразный вид.
Венгры Задунайского края (а также трансильванские венгры) крыли крышу соломой в натруску, а на севере Венгрии и в Альфёльде солома связывалась в пучки и прикреплялась к остову крыши ивовыми прутьями. У палоцей — венгерского субэтноса, проживающего в районе городов Балашадьярмат и Шальготарьян покрывали свои крыши соломой своеобразным способом, придававшим соломенному покрытию ступенчатую форму. Подобный вид имели соломенные крыши традиционных словацких домов.
На востоке Ирландии, южной Англии (где больше, чем на севере распространены дома с соломенными крышами) и частично Шотландии существовал следующий способ покрытия: поверх обрешетины крыши плотным вертикальным слоем накладывались ветки, а поверх них — толстые куски дёрна, притом таким образом, чтобы один слой заходил за другой. Под край слоя дёрна и подсовывали пучки соломы. Сверху солома укреплялась прутьями, а у конька и карниза крыши — слоями глины.
На севере и западе Британии, в Ирландии был распространен другой тип покрытия: солома накладывалась на тонкий слой дёрна в натруску и разравнивалась граблями. Покрытая таким образом соломенная крыша укреплялась перекрещенными крест-накрест верёвками, приколачивавшиеся к дёрну деревянными гвоздями, а к их концам привязывались камни.
В Германии соломенные крыши стали выходить из употребления ещё в начале XIX века, однако на севере страны соломенные крыши сохранялись ещё довольно долго. Довольно архаичный способ кровли ещё в 1920-е годы употреблялся в части Вюртемберга: пучки соломы, смоченные глиной (для смачивания выпускали скот, мявший её ногами), клались на крышу в два слоя около 60 см толщиной. Срок службы такой соломенный крыши составлял примерно 15-20 лет, при порче меняли верхний слой. При этом, соломенный скат, находившийся под действием западных ветров, разрушался быстрее. Другой способ, гораздо более экономный, широко практиковался в XIX веке в Саксонии (впоследствии он распространился и в Вюртемберге): отдельные пучки соломы привязывались ивовыми прутьями к обрешетке, для крепости сверху клали деревянные рейки. Толщина крыши, проложенной таким образом, составляла около 30-40 см.